# الكسندر جي. كوفين
الكسندر جي. كوفين هو سياسي أمريكي، ولد في 16 ديسمبر 1794، وتوفي في 23 أبريل 1868. نشط حزبياً في حزب اليمين. وقد انتخب عضو مجلس ولاية نيويورك ‏.